# Venerdì (Le Orme)
Venerdì  è un LP del complesso musicale italiano Le Orme registrato nel 1982. Ne fu tratto il singolo Marinai, presentato al Festival di Sanremo 1982.
Dopo il ritiro di Germano Serafin, il gruppo torna ad essere un trio lasciando a casa, con poche eccezioni, gli strumenti classici usati negli album precedenti. Si dedica invece ad un genere più elettronico e più consono all'evoluzione musicale dell'epoca. Si riducono le sezioni strumentali e si sperimenta un ibrido fra il technopop, il prog e la new wave.
Per la prima volta dopo tanti anni le Orme rinunciano a proporsi come unici autori dei brani i quali, più che pezzi come era di consueto una volta, sono da intendersi ora come canzoni, che tra l'altro tornano a rientrare pienamente nel formato compreso tra i tre e i cinque minuti. L'autore dei testi di quasi tutti i brani di questo album è Alberto Salerno. Nonostante l'interessante miscela e produzione curatissima del produttore Roberto Colombo, l'album non gode del successo commerciale sperato.
L'album venne ristampato come CD sotto il titolo di Biancaneve, pubblicazione che riporta sulla copertina una foto del gruppo di epoca parecchio anteriore a quella dell'album. Nel 2009 è uscita una ristampa su CD con titolo e copertina originale. Come la precedente cassetta Marinai, questa edizione riprende, oltre ai dieci brani dell'album, le due canzoni del singolo successivo a questo lavoro, Rosso di sera/Sahara.

## Tracce
1. Biancaneve - 3:32  ( A. Salerno - T. Pagliuca / T. Pagliuca - A. Tagliapietra)
2. Arianna - 4:05  (A. Salerno - T. Pagliuca - A. Tagliapietra)
3. Cercherò - 3:52  (A. Salerno - T. Pagliuca - A. Tagliapietra)
4. La notte - 4:15  (A. Salerno - A. Tagliapietra / T. Pagliuca - A. Tagliapietra)
5. Venerdì - 4:12  (T. Pagliuca - A. Tagliapietra)
6. Marinai - 4:08  (A. Salerno - G. D'Amico - T. Pagliuca - A. Tagliapietra)
7. Storie che non tornano - 3:32  (A. Salerno - T. Pagliuca - A. Tagliapietra)
8. Rubacuori - 4:02  (A. Salerno - G. D'Amico - T. Pagliuca - A. Tagliapietra)
9. La sorte - 3:31  (A. Salerno - T. Pagliuca - A. Tagliapietra)
10. Com'era bello - 4:42  (A. Salerno - T. Pagliuca / T. Pagliuca - A. Tagliapietra)

## Formazione
- Aldo Tagliapietra – voce, chitarra, basso, violoncello
- Tony Pagliuca – tastiere
- Michi Dei Rossi – batteria, vibrafono

## Singoli
- Marinai/La notte, DDD